# Cathrine Marie Møller
Cathrine Marie Møller, född 1744, död 1811, var en dansk konsthantverkare (brodös).
Møller försörjde sig som sällskapsdam och på att utföra broderier mot betalning. Hon lärde sig teckna för att kunna utföra sitt arbetet som brodös bättre, och utvecklade en metod att framställa en optisk illusion av skuggor genom vitt, svart och grått, något som då var en innovation i Danmark. 1780 blev hon anställd i hushållet hos det konstintresserade konferensrådet F.A. Müller, vars gravyrsamling ska ha inspirerat henne till denna teknik. Hennes arbete visades upp för akademien utan hennes vetskap, vilket ledde till att hon valdes till ledamot. Hon deltog i akademiens utställningar. 
Hon invaldes i danska konstakademien 1790, som andra kvinnan någonsin.